# 陳萬言 (泰和伯)
陳萬言（？—1535年），明朝北直隶大名府元城县（今河北省大名县）人。
明世宗孝洁肃皇后陈氏之父，秀才出身。嘉靖元年（1522年）授鸿胪寺卿，改任都督同知，赐宅於黄华坊。嘉靖二年（1523年），在西安门外营建府宅，耗金数十万。工部尚书赵璜说西安门紧邻大内，设宅不要过高。明世宗大怒逮捕营缮郎翟璘入狱。言官余瓒力谏，皇帝不听。陈万言被封为泰和伯。嘉靖三年（1524年），陈万言请求赐给武清、东安的田地千顷以作田庄，世宗下诏让户部勘出空地赐给他。给事中张汉卿上言请加裁抑，明世宗最后给他八百顷。嘉靖七年（1528年），陈皇后死後，陳萬言失宠被黜。嘉靖十四年（1535年），陳萬言卒。儿子不得嗣封。

## 延伸阅读
[在维基数据编辑]
 《明史卷三百》，出自《明史》